# Радевичеве
Раде́вичеве — село в Україні, в Криворізькому районі Дніпропетровської області. Входить до складу Карпівської сільської громади. 
Колишній орган місцевого самоврядування — Андріївська сільська рада. Населення — 330 мешканців.

## Географія
Село Радевичеве знаходиться на лівому березі річки Інгулець, вище за течією на відстані 2 км розташоване селище Широке, нижче за течією на відстані 3 км розташоване село Могилівка, на протилежному березі - село Миколаївка.

## Населення

### Мова
Розподіл населення за рідною мовою за даними перепису 2001 року:
| Мова       | Кількість | Відсоток |
| ---------- | --------- | -------- |
| українська | 318       | 96.36%   |
| російська  | 11        | 3.33%    |
| білоруська | 1         | 0.31%    |
| Усього     | 330       | 100%     |

## Визначні пам'ятки
Біля села знаходиться пам'ятка археології національного значення — курган.

## Інтернет-посилання
- Погода в селі Радевичеве [Архівовано 21 грудня 2011 у Wayback Machine.]

1. ↑  Рідні мови в об'єднаних територіальних громадах України — Український центр суспільних даних